# Azzano (Seravezza)
Azzano (Zani in dialetto versiliese e nei documenti antichi) è una frazione del comune di Seravezza, in provincia di Lucca, Toscana. Questo borgo dell'Alta Versilia, già abitato dai Liguri Apuani, fu fondato in epoca augustea dopo l'assegnazione di territori a coloni romani delle vicine città di Lucca e Luni. Nel corso dei secoli i suoi abitanti, principalmente dediti all'agricoltura e al pascolo, contribuirono allo sviluppo del settore lapideo, soprattutto con le fruttuose estrazioni di marmo sull'Altissimo.
Il comune fa parte dell'Associazione degli Azzano d'Italia, un gruppo di undici località (comuni o frazioni) denominate Azzano: i comuni di Azzano d'Asti, Azzano Decimo, Azzano Mella, Azzano San Paolo, Castel d'Azzano e sei frazioni.
Il patrono locale è san Michele e una delle festività più importanti è la tradizionale Festa della Castagna che si tiene in ottobre.

## Geografia
Il paese di Azzano costituisce la frazione più popolosa della montagna seravezzina, distribuita tra 450 e 500 metri s.l.m., in una conca prativa circondata da selve di castagno con una buona esposizione solare. Grazie alla sua posizione dominante sulla Valle del Serra, Azzano è incorniciato dalle Alpi Apuane, in particolare dal Monte Altissimo e dal crinale roccioso che attraversa la Focoraccia, il Carchio e il Folgorito.
L'abitato si suddivide in una parte bassa (la Cità) e una parte alta (il Castello), caratterizzate da dozzine di piccoli toponimi locali, come comune ai borghi della Versilia. Alcuni esempi sono: Sotto i Poggi, dalla Buffina, la Piazza, S. Michele, la Polla, il Pianello, Sotto le voltole, il Cavalletto, Tarsello.

## Storia
L'origine etimologica del toponimo Azzano è stata relazionata al nome latino Attius - Attio, ipotetico colono romano a cui fu affidato il praedium locale in epoca augustea (come suggerito dalla desinenza in -ano e dai residui della Centuriazione della Versilia).
La località, tuttavia, era certamente frequentata da popolazioni di matrice ligure apuana e si sviluppò come insediamento tenuto sotto controllo dalla Repubblica Romana ma delimitato da confini naturali dove ancora non vigevano le leggi romane (un cosiddetto arcifinius). All'interno di questo territorio, le comunità indigene furono assoggettate ad una forma di schiavitù prediale e di inferiorità giuridica, fino alla completa sottomissione avvenuta con il riconoscimento della cittadinanza romana. A tal proposito nel secolo scorso è stata rinvenuta una tomba ligure risalente all'incirca al II secolo a.C.
Probabilmente questa dualità tra nuovo insediamento romano e antico castellare ligure si riflette nei toponimi di uso odierno "Cità" e "Castello" (rispettivamente la parte bassa e alta dell'abitato di Azzano).
Il toponimo compare per la prima volta in un atto del 1186 rogato nel Castello di Vallecchia dal notaio Rolando, come ricordato nei Libri Memoriales di Guido da Vallecchia. In quell'occasione i nobili Gerardo e Parente di Vallecchia e Ruggero di Guiscardo strinsero un accordo in cui si cita la villa di Açano e i suoi confini ma soprattutto si parla delle estrazioni di marmo (anche se forse si riferiva alle cave della Cappella). Nondimeno interessante, dal momento che attesta che le cave erano già in attività nel XII secolo, seppure a regime ridotto.
Nel 1219 Azzano, in quanto parte della comunità della Cappella, compare tra i territori sottoposti ai nobili versiliesi delle consorterie Da Corvaia e Da Vallecchia. Nel 1333 Azzano viene menzionato nell'estimo di Lucca tra i villaggi che componevano la comunità di San Martino alla Cappella, che nel 1413 si unì a quella di Pietrasanta. Nell'estimo della Terra di Pietrasanta del 1469 Azzano enumerava 17 possidenti, mentre in quello del 1450 si registravano in paese 7 asini, 8 bovi, 140 pecore, 140 capre e un maiale. La presenza di un numero abbastanza elevato di asini rispetto alle vicinanze era riferito al fatto che vari abitanti, prima dello sviluppo delle cave, si dedicavano al trasporto del carbone di faggio verso Pietrasanta e Seravezza, oppure di legna. Lo ius carbonis (il diritto a far carbone) causò molteplici liti con le vicine comunità, soprattutto tra Trecento e Seicento.
Il 18 maggio 1515 il sindaco e procuratore delle cave del monte Altissimo, di Finocchiaia, della Cappella e della Ceragiola, Angelo del fu Benedetto del fu Giovanni Marchi di Azzano convocò nell'ospedale dell'Annunziata in Seravezza la storica assemblea con cui tali comunità cedevano la proprietà dei loro agri marmiferi al popolo di Firenze. Iniziava così una nuova epoca per l'economia del paese e dell'intero bacino del Serra. Nel 1518, al seguito di Michelangelo Buonarroti, giunse un gruppo di 8 cavatori provenienti da Settignano.
Tuttavia le attività connesse alla nascente industria marmifera erano ancora di modesta entità. Nel 1547 vivevano in paese 49 famiglie (circa 250 persone). Alcune famiglie fiorentine, sia benestanti che aristocratiche, vi avevano preso casa per trascorrere le loro vacanze. Nella seconda metà del '500 gli abitanti di Azzano dovevano provvedere, insieme alla comunità di Minazzana, Giustagnana, Fabbiano e Riomagno, al mantenimento della strada che dalla Cappella andava alla presa di Corvaia. La gente di Azzano aveva un reddito più alto del resto della comunità della Cappella: infatti nel 1609 pagava più degli altri il servizio prestato dalle guardie costiere predisposto dal Capitanato di Pietrasanta. Un saggio di Denise Ulivieri, tratto da un accurato studio delle carte dell'Archivio di Seravezza, offre uno spaccato della vita di Azzano tra il 1636 ed il 1710: “Le case non si raggruppavano vicine le une alle altre, in una struttura compatta e serrata, ma presentavano una struttura ampia e distesa. L'abitato si presentava allargato e suddiviso in diversi nuclei: questo aveva favorito l'impianto, tra le case e attorno al villaggio, di colture orticole e seminativo”. In prossimità delle case, quindi, si estendevano gli orti, per una superficie che nell'arco della seconda metà del '600 si decuplicò per essere coltivata a cereali ed a canapa e per la produzione dei beni di immediato consumo.
Con Ferdinando III° d'Asburgo-Lorena, a partire dal secondo decennio dell’800, si intravide lo sviluppo dell’economia, con il rilancio delle attività estrattive da imprenditori stranieri e versiliesi. In particolare, con l’escavazione di statuari, arabescati e bianchi ordinari nel monte Altissimo da parte della società Borrini-Henraux e l’impianto di numerose segherie lungo i corsi d’acqua, l’industria marmifera assunse nel giro di pochi anni un’importanza decisiva per l’economia versiliese. Azzano a quel punto si trasformò in un paese di cavatori: i suoi abitanti, che nel giro di pochi decenni giunsero a superare le 800 unità, acquistarono in breve esperienza e capacità professionali per le quali furono e sono tuttora stimati.
Nel Novecento il paese conobbe una fase di significativo spopolamento ed emigrazione verso le Americhe, con un declino causato principalmente dal calo delle esportazioni di marmo e dalla Seconda guerra mondiale. Come gran parte della Versilia, anche il borgo di Azzano fu assediato dalle truppe nazifasciste che, servendosi della Linea Gotica, rallentavano l'avanzata degli Alleati verso il nord-Italia. Nel periodo del boom economico, invece, molte famiglie cercarono fortuna nella pianura o nelle città, aggravando ulteriormente l'abbandono della montagna.
Ciononostante, il borgo si mantiene attivo con piccole iniziative e festività popolari, dalla Festa della Castagna alle esibizioni della filarmonica locale, accompagnata dal gruppo folkloristico "La Quadriglia".

## Monumenti e luoghi di interesse
Questa Chiesa apparteneva in passato ad una confraternita religiosa ed è presente in paese da un’epoca immemorabile. La Chiesa è ad una navata ed ha annesse due cappelline laterali in cui sono raffigurati la Santa Vergine e l’Arcangelo Michele, il cui culto è retaggio della dominazione longobarda. Il tempio è sormontato da una piccola torre campanaria. Oltre alla Chiesa, nel paese, si trovava l’oratorio di San Rocco, ora non più esistente.

### Monumento ai Caduti
L'opera marmorea, situata in piazza Maresciallo Galliano Tarabella, fu scolpita da Gian Paolo Giovannetti che così la descrisse: